# Bisbat de Kaišiadorys
El bisbat de Kaišiadorys (lituà: Kaišiadorių vyskupija, llatí: Dioecesis Kaisiadorensis) és una seu de l'Església Catòlica a Lituània, sufragània de l'arquebisbat de Vílnius. Al 2016 tenia 100.000 batejats sobre una població de 118.000 habitants. Actualment està regida pel bisbe Jonas Ivanauskas.

## Territori
La diòcesi comprèn la part occidental del comtat de Vílnius i algunes porcions dels comtats d'Utena i d'Alytus.
La seu episcopal és la ciutat de Kaišiadorys, on es troba la catedral de la Transfiguració del Senyor.
El territori s'estén sobre 6.557 km², i està dividit en 68 parròquies, agrupades en 7 vicariats.

## Història
La diòcesi va ser erigida el 4 d'abril de 1926 mitjançant la butlla Lituanorum gente del papa Pius XI, obtenint el territori de l'arxidiòcesi de Vílnius.
El 1962 el bisbe Teofilius Matulionis, que ja havia estat condemnat a llargs períodes de detenció, va ser assassinat per odi a la fe. El seu martiri va ser reconegut per la Congregació per a les Causes dels Sants l'1 de desembre de 2016 i va ser proclamat beat el 25 de juny de 2017.

## Cronologia episcopal
- Juozapas Kukta † (5 d'abril de 1926 - 16 de juny de 1942 mort)
  - Juozapas Matulaitis-Labukas † (1942 - 1943) (administrador apostòlic)
- Beat Teofilius Matulionis † (9 de gener de 1943 - 20 d'agost de 1962 mort)
  - Bernardas Sužiedėlis † (1946 - 1949) (administrador apostòlic)
  - Juozapas Stankevičius † (1949 - 1957) (administrador apostòlic)
  - Juozapas Meidus † (1959 - 1962) (administrador apostòlic)
  - Povilas Bakšys † (1962 - 1974) (administrador apostòlic)
  - Juozapas Andrikonis † (1974 - 1982) (administrador apostòlic)
  - Vincentas Sladkevičius, M.I.C. † (15 de juliol de 1982 - 10 de març de 1989 nomenat arquebisbe de Kaunas) (administrador apostòlic)
  - Juozas Matulaitis (10 de març de 1989 - 24 de desembre de 1991 nomenat bisbe) (administrador apostòlic)
- Juozas Matulaitis (24 de desembre de 1991 - 11 de febrer de 2012 jubilat)
- Jonas Ivanauskas, des de l'11 de febrer de 2012

## Estadístiques
A finals del 2016, la diòcesi tenia 100.000 batejats sobre una població de 118.000 persones, equivalent al 84,7% del total.
| any  | població | població | població | sacerdots | sacerdots       | sacerdots       | sacerdots             | diaques | religiosos | religiosos | parròquies |
| ---- | -------- | -------- | -------- | --------- | --------------- | --------------- | --------------------- | ------- | ---------- | ---------- | ---------- |
| any  | batejats | total    | %        | total     | clergat secular | clergat regular | batejats por sacerdot | diaques | homes      | dones      |            |
| 1956 | 220.426  | 228.026  | 96,7     |           |                 |                 |                       |         |            |            | 66         |
| 1970 | ?        | ?        | ?        | 79        | 79              |                 | ?                     |         |            |            | 65         |
| 1980 | ?        | ?        | ?        | 69        | 69              |                 | ?                     |         |            |            | 67         |
| 1990 | 220.000  | 226.000  | 97,3     | 67        | 67              |                 | 3.283                 |         |            |            | 66         |
| 1999 | 165.200  | 191.200  | 86,4     | 61        | 61              |                 | 2.708                 |         |            | 14         | 68         |
| 2000 | 164.200  | 191.200  | 85,9     | 58        | 58              |                 | 2.831                 |         |            | 13         | 68         |
| 2001 | 164.200  | 191.200  | 85,9     | 61        | 61              |                 | 2.691                 |         |            | 17         | 68         |
| 2002 | 163.300  | 190.300  | 85,8     | 59        | 59              |                 | 2.767                 |         |            | 15         | 68         |
| 2003 | 172.664  | 192.934  | 89,5     | 58        | 58              |                 | 2.976                 |         |            | 11         | 68         |
| 2004 | 168.000  | 187.000  | 89,8     | 59        | 59              |                 | 2.847                 |         |            | 11         | 68         |
| 2006 | 148.893  | 186.000  | 80,0     | 60        | 59              | 1               | 2.481                 |         | 1          | 23         | 68         |
| 2011 | 140.400  | 173.000  | 81,2     | 60        | 60              |                 | 2.340                 |         |            | 22         | 68         |
| 2013 | 137.800  | 170.000  | 81,1     | 61        | 61              |                 | 2.259                 |         |            | 20         | 68         |
| 2016 | 118.000  | 100.000  | 84,7     | 56        | 56              |                 | 1.785                 |         |            | 19         | 68         |